# 1 Lincoln Plaza
1 Lincoln Plaza ist ein gemischt genutztes Hochhaus auf der West Side von Manhattan in New York City, Vereinigte Staaten. Das Wohn- und Bürogebäude war bei seiner Eröffnung mit knapp 150 Meter das höchste Gebäude auf der Upper West Side.

## Beschreibung
1 Lincoln Plaza befindet sich an der Ostseite des Broadways zwischen der West 63rd und West 64th Street im Viertel Lincoln Square. Das Gebäude steht einen halben Block westlich vom Central Park und rund 100 Meter östlich vom Kulturzentrum Lincoln Center entfernt.
Das vom Architekturbüro Philip Birnbaum & Associates entworfene Bauwerk wurde 1972 nach einer zweijährigen Bauzeit fertiggestellt. Der Wohnturm ist 149,4 m (490 Fuß) hoch und hat 46 Etagen. Andere Quellen nennen 43 oder 44 Etagen. Das Gebäude hat einen sieben- bis achtstöckigen Sockel, darüber erhebt sich der etwas Richtung Osten zurückgesetzte Wohnturm mit einer beige-dunkelbrauen Ziegelsteinfassade. Der voluminöse Turm reicht leicht V-förmig abgewinkelt von der Ecke Broadway / West 63rd Street bis zur Grundstückgrenze in der West 64th Street Richtung Central Park. Im als 44. Stockwerk geltende Dachgeschoss befinden sich Freizeiteinrichtungen, darunter ein Pool mit Glasschiebedach und der private Fitnessclub „Top of the One“. Der Wohnturm beherbergt ab dem neunten Stockwerk auf 36 Etagen 671 luxuriöse Eigentums- und Mietwohnungen.
Der Sockel füllt das Grundstück bis zum Broadway aus und reicht mit seiner Spitze bis an die Ecke Broadway / West 64th Street. Hinter einer zweistöckigen Arkade entlang des Broadways ist vielfältige Gastronomie angesiedelt, im Erdgeschoss befinden des Weiteren Geschäfte. In der West 64th Street befindet sich eine Zufahrt zum Parkhaus und daneben eine Fahrzeugdurchfahrt durch das Gebäude zum Eingang und Lobby für die Bewohnerzu sowie zu einem kleinen Park an der West 63rd Street, die auch Sesame Street genannt wird. Die oberen Geschosse bis zur achten Etage sind Büroflächen. Von der achten Etage gelangt man auf eine großflächige begrünte Terrasse, angelegt vom Sesame Workshop – der gemeinnützigen Organisation hinter der legendären Kinderfernsehsendung Sesamstraße, die von hier aus seit Jahrzehnten tätig ist. Von 1974 bis 2018 hatte hier die Verwertungsgesellschaft für Musik-Produkte American Society of Composers, Authors and Publishers (ASCAP) ihren Sitz.

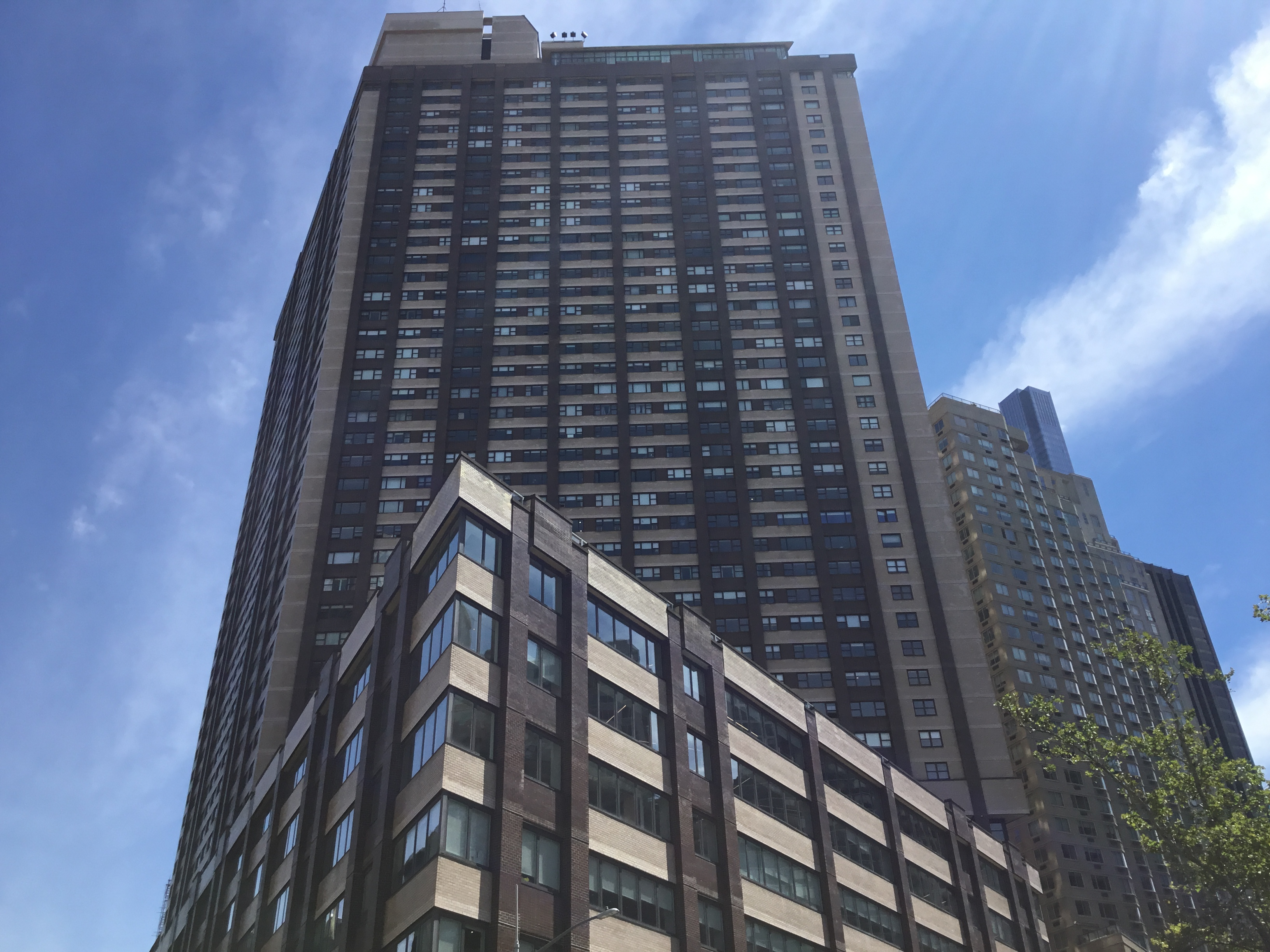
Perspektive im Jahr 2022